# Fiky Fiky
Fiky fiky è un brano demenziale di Gianni Drudi tratto dal suo secondo album C'è chi cucca chi no!. Si tratta della canzone più famosa e conosciuta del cantautore romagnolo, di cui – oltre alla versione italiana – esiste anche una versione in lingua spagnola (registrata per il disco successivo) ed una francese.

## Tracce

### Edizione originale
1. Fiky fiky – 3:18 (Crysbet - G. Drudi - G. Bersani)
2. La pantera – 3:20 (G. Drudi)

### Riedizione 1992
1. Fiky fiky (Original Version) – 3:18 (Crysbet - G. Drudi - G. Bersani)
2. Fiky fiky (House Remix Version) – 5:38 (testo: G. Drudi – musica: Roberto Vecchi - Davide Romani)
3. Fiky fiky (Slow Strappamutanda Version) – 3:58 (G. Drudi)
4. Fiky fiky (Background Vocals) – 3:18 (G. Drudi)
5. Fiky fiky (House Remix Background Vocals) – 5:38 (G. Drudi)

## Cover
- Nel 2013 la cantante Franziska incide la versione francese del brano, per la compilation Cocomero e panna compilation (Baracca Edizioni Musicali, BAR1030).
- Il Mago Gabriel incide una versione per la compilation Summertime trash.

## Citazioni
Nella serie di videogiochi The Sims l'espressione fare fiky fiky è utilizzata per indicare in maniera edulcorata i rapporti sessuali.